# دار النسا (مسلسل)
دار النسا هو مسلسل درامي مغربي عُرض سنة 2024، من إخراج سامية أقريو، وبطولة نورا الصقلي، وفاطمة الزهراء قنبوع، وفاطمة الناجي، وابتسام العروسي، وأمين الناجي، وسعد موفق، وربيع الصقلي. تم عرض المسلسل طيلة شهر رمضان 2024 على القناة الأولى. تتمحور أحداث القصة حول الأرملة أمينة (نورا الصقلي) التي تعيش حياتها اليومية مع أبنائها الثلاثة ووالدتها، ويدفعها الطموح لافتتاح مدرسة تعليم صناعة الحلويات الخاصة بها من أجل توفير احتياجات أسرتها، بينما تعود صديقتها بهيجة (ابتسام العروسي) إلى الحي بعد قضاء فترة عقوبة بالسجن، ما يؤدي إلى فتح ملفات الماضي الذي ظنت أمينة أنها دفنته.
كشفت الإحصائيات الصادرة عن شركة «ماروك متري» المتخصصة في قياس نسب المشاهدات على القنوات المغربية الوطنية، أن مسلسل دار النسا ضَمن التفوق في السباق الرمضاني، حيث حقق أعلى نسبة مشاهدة بلغت 43,9 في المئة بـ 10174000 مشاهدة تراكمية، ليكن بذلك هو أكثر عمل عُرض على القنوات المغربية الوطنية في رمضان 2024 مشاهدة.

## الفكرة والسيناريو
تعود فكرة المسلسل الأصلية لكل من نورا الصقلي والمخرجة سامية أقريو إلى جانب كاتب السيناريو المتميز جواد لحلو، هذا الثلاثي الذي عمل من قبل على عدة أعمال بارزة مثل ياقوت وعنبر، وبغيت حياتك، هذه الأعمال التي تحمل بصمة مشتركة وهي تقديمها لحكايات ومشاهد بسيطة تنبض بالحب والصداقة في الظاهر، لكن خلفيتها تحمل قصص مظلمة ومأساوية، تحاول أن تُكون فهمًا عميقًا للمجتمع المغربي، ولمختلف شخصياته.
والأمر نفسه في دار النسا فبحسب سامية أقريو فإن هذا المسلسل الذي تدور حكايته في قلب المدينة العتيقة بطنجة شمال المغرب، وتحديدًا في دار «لالة أمينة»، قام كل من الثلاثي المبدع سامية أقريو ونورا الصقلي وجواد لحلو بنسج خيوط حكاية مسلسل دار النسا، والسفر بالمشاهد إلى حيوات تبدو سعيدة وألوانها زاهية، غير أن ما تختزنه أسوار دار النسا كمسرح لجريمة مأساوية، هو الوجه الحقيقي لواقع نساء جمعهن الحب والصداقة كما جمعتهن الجريمة.

## قصة المسلسل
في زقاقٍ من أزقة المدينة العتيقة بطنجة، تعيش الأرملة أمينة مع أبنائها الثلاثة الابن الأكبر بطرس يعمل مغنيًا في أحد فنادق المدينة، والثاني حمزة ضابط شرطة ملتزم بعمله، أما أصغرهم سلمان فما زال طالبًا في طور الدراسة، وتعيش معهم أيضًا الجدة لالة فطوم والدة أمينة، ويشكّلون معًا أسرة متماسكة تعيش حياة بسيطة ومستقرة.
تقرر أمينة افتتاح مدرسة صغيرة لتعليم صناعة الحلويات، وهو مشروع كانت تحلم به منذ سنوات طويلة. يلقى المشروع دعمًا من أبنائها، وتبدو الحياة وكأنها تسير في اتجاه أفضل، إلى أن تعود صديقتها بهيجة إلى الحي بعد إنهاء عقوبتها في السجن. فور عودتها، تخبر أمينة بأن عليهما نقل جثة دفنت قبل سنوات في قطعة أرض تعود لزوج بهيجة، لأن هناك احتمالًا أنه اكتشف الأمر.
مع توالي الأحداث، يتضح أن أمينة، بمساعدة بهيجة ووالدتها، أخفت في الماضي جثة زوجها الثاني عزيز بعد وفاته في ظروف غامضة. الأمر ارتبط بحادثة خطيرة تمس ابنتها نادية من زواجها الأول، والتي عاشت في الخارج لسنوات.
عودة نادية من إسبانيا تفتح باب التساؤلات مجددًا، خصوصًا من طرف الإخوة الثلاثة الذين لا يعرفون الحقيقة الكاملة حول مصير والدهم. تبدأ التوترات في التصاعد داخل المنزل، ويصبح من الصعب الحفاظ على التوازن الذي كانت أمينة تحاول حمايته لسنوات.
تجد الأسرة نفسها وسط ضغوط متزايدة، بين ضرورة مواجهة الماضي، والخوف من تبعاته القانونية والأخلاقية، خاصة مع انخراط أحد الأبناء في مجال حساس مثل الشرطة. تصبح الحقيقة عبئًا ثقيلًا على الجميع، وتهدد بانهيار الصورة التي حاولت أمينة الحفاظ عليها طيلة حياتها.

## طاقم التمثيل

### أدوار رئيسية
| الممثل              | الدور     |
| ------------------- | --------- |
| نورا الصقلي         | أمينة     |
| فاطمة الزهراء قنبوع | نادية     |
| فاطمة الناجي        | لالة فطوم |
| ابتسام العروسي      | بهيجة     |
| أمين الناجي         | سلام/عزيز |
| سعد موفق            | بطرس      |
| ربيع الصقلي         | حمزة      |

### أدوار ثانوية
- عمر أصيل بدور سلمان
- مريم الزعيمي بدور زازية
- ياسين أحجام بدور المكي
- بثينة اليعقوبي بدور فاتن
- ندى البلقاسمي بدور كنزة
- ذكرى بنويس بدور هبة
- المهدي فولان بدور فؤاد
- إدريس الروخ بدور عثمان
- هند السعديدي بدور الصافية
- عبد السلام البوحسيني بدور مختار

## انتقادات
على الرغم من النجاح الكبير الذي عرفه المسلسل، إلا أنه لم يسلم من العديد من الانتقادات التي وُجهت له، والتي همت بالأساس الجانبين الموضوعي والتقني.

### زنى المحارم والعلاقات الرضائية
وجه نشطاء على مواقع التواصل الاجتماعي انتقاد للمسلسل بسبب القصص الاجتماعية التي يعالجها، وتسليطه الضوء على زنى المحارم والعلاقات الجنسية خارج إطار مؤسسة الزواج، حيث طرح عدد من النشطاء تساؤلاتهم حول الرسائل التي أراد تمريرها، معتبرين أن صناعه حاولوا الدفاع عن العلاقات خارج إطار الزواج، وقاموا بتصويرها في إطار التعاطف والتضامن واعتبر المغاربة ما يتناوله مسلسل دار النسا عبارة عن رسائل مخلة بالحياء ولا تمثل الأسر المغربية.

### أخطاء إخراجية وسيناريو ضعيف
شهد المسلسل مجموعة من الأخطاء جعلت منه مادة للسخرية عبر منصات التواصل الاجتماعي، حيث تداول روادها ما وصفوه بالعديد من الهفوات على مستوى كتابة السيناريو وأداء الممثلين والإخراج.
ومن بين هذه الأخطاء، رصد رواد مواقع التواصل الاجتماعي ظهور ميكرفون الصوت في عدة مشاهد من مسلسل دار النسا وأخطاء في زاوية التصوير، متسائلين عن دور المخرجة سامية أقريو التي لم تنتبه لذلك.
كما اعتبر مجموعة من النقاد المغاربة أن المسلسل ولد منطفئًا، مشيرين إلى أن السيناريو مرتبك وغير متماسك ويعاني من ضعف في الحبكة والكثير من الثغرات التقنية، منذ حلقته الأولى والتي تميزت بالفوضى، إذ أراد صناع العمل قول كل شيء ولم يقولوا شيئًا، وذلك بسبب ما وصفه النقاد بكثرة الخيوط والدخول في الأحداث والشخصيات دون بناء مسبق.

## وصلات خارجية
- دار النسا على موقع IMDb (الإنجليزية)
- دار النسا على موقع قاعدة بيانات الأفلام العربية
- دار النسا على موقع قاعدة بيانات الفيلم (الإنجليزية)
- دار النسا على موقع الشركة الوطنية للإذاعة والتلفزة